# Isoglossa humbertii
Isoglossa humbertii är en akantusväxtart som beskrevs av Gottfried Wilhelm Johannes Mildbraed. Isoglossa humbertii ingår i släktet Isoglossa och familjen akantusväxter. Inga underarter finns listade i Catalogue of Life.